# Навес (коммуна)
Наве́с (фр. Navès, окс. Navés) — коммуна во Франции, находится в регионе Юг-Пиренеи. Департамент — Тарн. Входит в состав кантона Кастр-Уэст. Округ коммуны — Кастр.
Код INSEE коммуны — 81195.

## География
Коммуна расположена приблизительно в 590 км к югу от Парижа, в 65 км восточнее Тулузы, в 45 км к югу от Альби.
На северо-востоке коммуны протекают реки Агу и Торе, а на юге — река Бемазобр (фр. Bemazobre).

## Климат
Климат умеренно-океанический. Зима мягкая и дождливая, лето жаркое с частыми грозами. Ветры довольно редки.

## Население
Население коммуны на 2010 год составляло 699 человек.
| 1962 | 1968 | 1975 | 1982 | 1990 | 1999 | 2010 |
| ---- | ---- | ---- | ---- | ---- | ---- | ---- |
| 366  | 350  | 383  | 444  | 620  | 703  | 699  |

## Экономика
В 2007 году среди 479 человек в трудоспособном возрасте (15—64 лет) 359 были экономически активными, 120 — неактивными (показатель активности — 74,9 %, в 1999 году было 75,5 %). Из 359 активных работали 337 человек (186 мужчин и 151 женщина), безработных было 22 (9 мужчин и 13 женщин). Среди 120 неактивных 55 человек были учениками или студентами, 39 — пенсионерами, 26 были неактивными по другим причинам.

## Достопримечательности
- Замок Монтеспьё (XVI век). Исторический памятник с 1992 года.[9]
- Башня Навес (XVI век). Исторический памятник с 1995 года.[10]

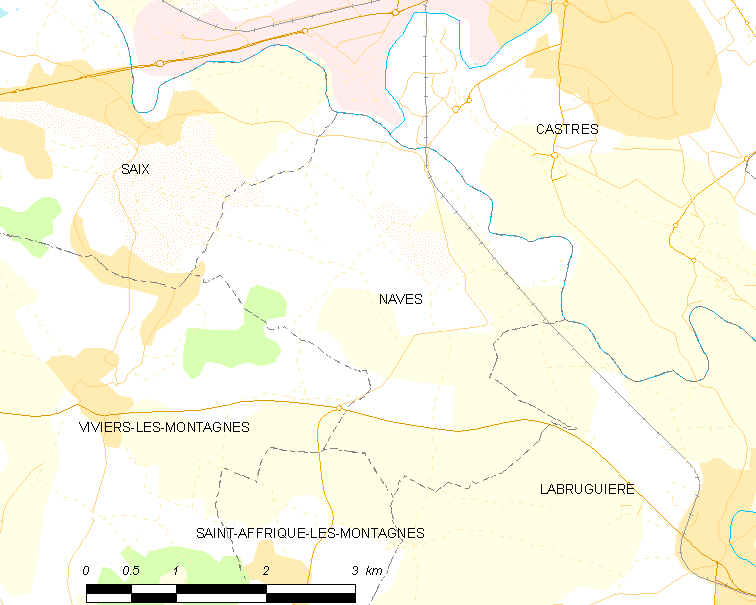
Карта коммуны